# Stenodon
Stenodon es un género  de plantas fanerógamas pertenecientes a la familia Melastomataceae. Comprende 2 especies descritas. Es originario de Brasil.

## Taxonomía
El género fue descrito por Charles Victor Naudin y publicado en Annales des Sciences Naturelles; Botanique, sér. 3 2: 146. 1844.

## Especies
- Stenodon gracilis Berg
- Stenodon suberosus Naudin

## Biografía
1. Forzza, R. C. & et al. et al. 2010. 2010 Lista de espécies Flora do Brasil. https://web.archive.org/web/20150906080403/http://floradobrasil.jbrj.gov.br/2010/.